# Chlorissa prouti
Chlorissa prouti är en fjärilsart som beskrevs av Rothschild 1910. Chlorissa prouti ingår i släktet Chlorissa och familjen mätare. Inga underarter finns listade i Catalogue of Life.